# Знедолені (мінісеріал, 1972)
«Знедолені» (фр. Les Misérables) — французький 2-серійний телефільм (мінісеріал), поставлений у 1972 року режисером Марселем Блювалем, екранізація однойменного роману Віктора Гюго. Прем'єра мінісеріалу у Франції відбулася 21 вересня 1972 року.

## Синопсис
У першій частині в центрі подій перебувають засуджений Жан Вальжан, Козетта та негідник Тенардьє. 
У другій частині розповідається про республіканські барикади під час Червневого повстання 1832 року, про долі Маріуса Понмерсі, Жавера, Гавроша, чиї історії життя нерозривно пов'язані з історією Парижа.

## В ролях
| Актор(ка)        |   | Роль                     |
| ---------------- | - | ------------------------ |
| Жорж Жере        | … | Жан Вальжан              |
| Бернар Фрессон   | … | Жавер                    |
| Ален Мотте       | … | Тенардьє                 |
| Ніколь Жаме      | … | Козетта                  |
| Ваніна Віницьки  | … | Козетта в дитинстві      |
| Франсуа Мартуре  | … | Маріус Понмерсі          |
| Франсуа Вібер    | … | єпископ Мірієль          |
| Анн-Марі Коффіне | … | Фантіна                  |
| Жиль Медон       | … | Гаврош                   |
| Ерміна Карагез   | … | Епоніна, донька Тенардьє |
| Міша Байярд      | … | мадам Тенардьє           |
| Жан-Люк Бутте    | … | Енжольрас                |
| Люсьєн Нат       | … | Жильнорман               |

## Знімальна група
- Режисер: Марсель Блюваль
- Сценарій: Марсель Блюваль
- Оператор: Андре Бак
- Художник: Енн-Марі Маршан
- Монтаж: Жан-Клод Г'югет